# Magdalena Jirak
Magdalena Jirak (* 24. Oktober 1986 in Linz) ist eine österreichische Beachvolleyballspielerin.

## Karriere
Jirak spielte zunächst Tennis, bevor sie zum Beachvolleyball wechselte. 2004 bildete sie ein Duo mit Kerstin Pichler und spielte in Mailand ihr erstes Open-Turnier der FIVB World Tour. Bei der Junioren-Weltmeisterschaft in Porto Santo kam sie mit Natalie Pavelka auf den 25. Platz. 2005 wurde sie in Israel mit Stefanie Schwaiger Vize-Europameisterin der U20. Mit Pichler nahm sie an drei weiteren Open-Turnieren und am Grand Slam in Klagenfurt teil. 2006 traten Jirak/Pichler bei den Modena Open und dem Klagenfurter Grand Slam an. In Mysłowice wurde Jirak mit Julia Chukwuma Neunte der Junioren-WM. 2007 verpasste sie wegen eines Kreuzbandrisses die komplette Saison.
2008 kehrte sie an der Seite von Cornelia Rimser zurück und wurde österreichische Meisterin. Auf der World Tour gelang dem neuen Duo eine Serie von drei 17. Plätzen in Folge. Im folgenden Jahr spielten sie drei Grand Slam und kamen in Klagenfurt auf den 25. Rang. Anschließend zog sie sich eine Verletzung an der Schulter zu und musste wegen einer Zyste operiert werden. Deshalb erklärte sie ihre Karriere für beendet.
2012 konnte sie allerdings wieder spielen und bildete ein Duo mit Barbara Hansel. Bei der nationalen Meisterschaft erreichten Jirak/Hansel das Finale. International traten sie beim Grand Slam in Stare Jabłonki und den Åland Open an. Seit 2013 spielt Jirak mit Lena Plesiutschnig. Jirak/Plesiutschnig wurden Siebzehnte der Anapa Open. Mit einer Wildcard nahmen Plesiutschnig/Jirak an der EM in Klagenfurt teil. Sie gewannen das Auftaktspiel gegen ihre Landsleute Hansel/Schützenhöfer und kamen als Gruppendritte in die erste KO-Runde, wo sie sich im dritten EM-Spiel gegen ein niederländisches Team dem Duo van der Vlist/Wesselink geschlagen geben mussten.
Jirak spielte auch Hallen-Volleyball in Gmunden, Linz und Wolfsberg und wurde Meisterin der zweiten Bundesliga.
Mittlerweile ist sie Lehrerin an der HIB Liebenau in Graz, wo sie Bewegung und Sport, Mathematik sowie Sportkunde unterrichtet.